# Koninklijke Beerschot Antwerpen Club
|  | No s'ha de confondre amb Koninklijke Beerschot Voetbal en Atletiek Club. |

El Koninklijke Beerschot Antwerpen Club (anteriorment KFC Germinal Beerschot) fou un club de futbol de Bèlgica, de la ciutat d'Anvers.

## Història
El club nasqué l'any 1999 com a resultat de la fusió de dos clubs, el KFC Germinal Ekeren i el K. Beerschot VAC, club que en aquells moments sofria problemes econòmics.
El 1920 es creà el FC Germinal Ekeren a la ciutat d'Ekeren, un suburbi d'Anvers, però no es registrà a l'Associació Belga fins al 30 de juliol de 1942. El 1971 afegí el títol de reial (Koninklijk) al seu nom. Arribà per primer cop a la primera divisió belga el 1989, arribant a classificar-se per la Copa de la UEFA el 1996 i 1998, després d'acabar tercer a la competició.
El Koninklijke Beerschot Voetbal en Atletiek Club va ser fundat l'any 1899, quan la majoria de jugadors del Royal Antwerp FC deixaren el club. Fou un dels clubs històrics del futbol belga amb set títols de lliga abans de la Segona Guerra Mundial.
El nou KFC Germinal Beerschot Antwerpen mantingué el número de matrícula i plaça a primera divisió de l'Ekeren, però adoptà l'estadi del Beerschot. El 2003 llevà el mot Antwerpen del nom. El 2011 esdevingué K. Beerschot Antwerpen Club.
El 21 de maig de 2013 el club desaparegue al perdre la categoria i declarar-se en fallida. El més de juny es fusionà amb KFCO Wilrijk per formar el FCO Beerschot Wilrijk.

## Palmarès

### K. Beerschot VAC
- Lliga belga (7): 1921-22, 1923-24, 1924-25, 1925-26, 1927-28, 1937-38, 1938-39
- Copa de Bèlgica (2): 1970-71, 1978-79

### KFC Germinal Ekeren
- Copa de Bèlgica (1): 1996-97

### KFC Germinal Beerschot
- Copa de Bèlgica (1): 2004-05